# Шер, Исаак Дмитриевич
Исаак Дмитриевич Шер (1900—1973) — советский финансист и учёный, доктор экономических наук, профессор.

## Биография
Родился 18 декабря (31 декабря по новому стилю) 1900 года в еврейской семье.

### Образование
В 1918 году поступил в Одесский политехнический институт, где проучился до 1922 года и, не окончив его, переехал в Ростов-на-Дону. Здесь продолжил обучение в Донском институте народного хозяйства, который вскоре был объединен с Северо-Кавказским государственным университетом (ныне Ростовский государственный экономический университет). В 1926 году Исаак Шер окончил экономическое отделение этого вуза. В 1941 году защитил кандидатскую диссертацию, в 1943 году утвержден в звании доцента. В 1956 году он защитил докторскую диссертацию, ему была присуждена ученая степень доктора экономических наук, а в 1958 году — звание профессора.

### Деятельность
Трудовую деятельность И. Д. Шер начал агентом для поручений губернского коммунотдела в Одессе  (1920—1921 годы). Затем работал заведующим потребительским отделом производственного коллектива Одесского политехнического института (1921—1922 годы), заведующим вексельными операциями Юго-Восточного Союза сельскохозяйственной кооперации (1922—1924 годы). 
Затем перешёл в банковскую сферу и с 1924 по 1930 год работал в Северо-Кавказской конторе Всекобанка счетоводом, заведующим отделением, кредитным инспектором, а затем в Северо-Кавказской конторе Госбанка консультантом, старшим консультантом, директором сводного планового сектора (1931—1938 годы). 
С 1931 по 1938 год Исаак Дмитриевич являлся преподавателем Ростовского финансово-экономического института (ныне Ростовский государственный экономический университет). С 1939 по 1941 год работал старшим преподавателем Всесоюзного заочного финансово-экономического института (ВЗФЭИ, ныне Финансовый университет при Правительстве РФ). В период с 1941 по 1946 год работал начальником сектора Промбанка СССР, начальником планово-экономического отдела Омской конторы Промбанка (во время эвакуации), затем начальником отдела подготовки кадров Промбанка СССР. С 1943 года одновременно работал в Московском финансовом институте в должности доцента и заведующего кафедрой государственного бюджета, а с 1958 года — заведующим кафедрой «Финансы отраслей народного хозяйства и финансирование капитальных вложений».

#### Московский финансовый институт
В МФИ Исаак Дмитриевич Шер занимался научно-исследовательской и учебно-методической работой. По его инициативе в 1968 году в институте была создана отраслевая научно-исследовательская лаборатория по экономике и финансам капитального строительства Стройбанка СССР, и он стал ее первым научным руководителем. Лаборатория разрабатывала актуальные вопросы финансирования и кредитования капитальных вложений, усиления роли финансово-кредитных рычагов в развитии строительного производства, совершенствование учетных и вычислительных работ. 
Большую работу профессор Шер проводил по подготовке научных кадров. Под его руководством были подготовлены 22 кандидата экономических наук. По его инициативе были созданы и введены спецкурсы "Финансирование и кредитование капитальных вложений" и "Финансы промышленности и строительства"; в 1972 году изданы подготовленная коллективом руководимой им кафедры методика преподавания этих спецкурсов, а также написанное самим учёным учебное пособие "Финансирование и кредитование капитальных вложений". Также он принимал участие и в общественной жизни института —  был членом Ученого совета Московского финансового института и членом Совета финансово-экономического факультета.

### Труды
В 1947 году под руководством и с участием Исаака Шера было издано учебное пособие "Финансирование и кредитование промышленного строительства", которое было переведено на болгарский и чешский языки. В 1951 году он участвовал в создании учебного пособия "Финансирование и кредитование капитальных вложений" (авторский коллектив под руководством профессора Н.Н. Ровинского). Для учебника "Финансирование и кредитование капитальных вложений" (авторский коллектив под руководством профессора К. Н. Плотникова) написал ряд глав (1954). Под руководством И. Д. Шера и с его участием были изданы учебники "Финансирование и кредитование капитальных вложений" (1960 и 1965) и "Финансы промышленности и строительства" (1963). Также он принимал участие в написании учебников (написаны отдельные главы): "Денежное обращение и кредит" (1957); "Финансы СССР" (1958 и 1967). Подготовил монографии: "Финансирование капитальных восстановительных работ" (1945), "Финансирование капитальных вложений в промышленности СССР" (1958), "Финансово-кредитные проблемы экономической реформы в строительстве" (1973). 
Умер 24 марта 1973 года в Москве, похоронен на Николо-Архангельском кладбище города. Был награжден медалями.